# 程霓
程霓（1431年—？），字民望，廣東肇慶府高要縣人，明朝政治人物。進士出身。

## 生平
廣東鄉試第八十九名。天順元年（1457年）丁丑科會試第八十六名，殿試登進士第三甲第一百三十九名。

## 家族
曾祖程仕亨。祖父程存達。父亲程度。